# ریو دو ژانیرو (ایالت)
ریو دو ژانیرو (به پرتغالی: Rio de Janeiro) یکی از ۲۷ ایالت برزیل است.
این ایالت بعد از ایالت سائوپائولو دارای بزرگترین اقتصاد این کشور است.
این ایالت در تقسیم‌بندی دولت برزیل در منطقه جنوب شرقی قرار گرفته‌است.
پایتخت این ایالت شهر ریو دو ژانیرو می‌باشد.